# Glenkinchie
Glenkinchie er en skotsk single malt whisky, der fremstilles på The Glenkinchie Distillery i nærheden af Edinburgh. Den er en af de blot tre Lowland maltwhiskymærker, der stadig er i produktion.

## Historie
Navnet 'Kinchie' er en omskrivning af 'De Quincy', som oprindelig ejede jorden, hvor destilleriet blev grundlagt i 1825 af brødrene John and George Rate.  Mærket var ret ukendt indtil det i 1989 blev markedsført som 1 af de 6 Classic Malts.

## Whiskymærker
Standardproduktet 10 year old Glenkinchie er en ret typisk Lowlands Single Malt whisky, let, rund og blød i smagen. Den 14 år gamle Distiller's Edition is lagret i Amontillado sherry fade.

## Hjemmeside
- Destilleriets hjemmeside Arkiveret 2. februar 2010 hos  Wayback Machine

## Note
1. ↑   Oprindeligt navngivet Milton Distillery, men formentlig ændret ca. 1837

55°53′28″N 2°53′28″V / 55.8912°N 2.89106°V